# Pete Hoekstra (homme politique)
Pour les articles homonymes, voir Peter Hoekstra.
Cornelis Pieter Hoekstra, dit Pete Hoekstra, né le 30 octobre 1953 à Groningue, est un homme politique américain d'origine néerlandaise. Membre du Parti républicain, il est représentant du 2e district du Michigan au Congrès des États-Unis de 1993 à 2011. 
Il est ambassadeur aux Pays-Bas de 2018 à 2021, puis au Canada depuis 2025, sous les présidences de Donald Trump.

## Biographie

### Origines et études
Né à Groningue, aux Pays-Bas, Pete Hoekstra et sa famille émigrent à Holland, dans le Michigan, lorsqu'il est âgé de 3 ans. Le 2e district du Michigan contient la plus grande concentration d'Américains d'ascendance néerlandaise du pays. Il fait ses études à Hope College et reçoit son baccalauréat universitaire ès lettres en 1975, puis sa maîtrise en administration des affaires de l'université du Michigan en 1977. Avant la campagne électorale pour le Congrès, Hoekstra travaille pour Herman Miller, devenant vice-président du marketing.

### Représentant des États-Unis
En 1992, il accède à la Chambre des représentants des États-Unis avec la promesse de reconduire son contrat un maximum de 6 fois. Or, en 2004, il entreprend son septième mandat. Il décide de ne pas se représenter en 2010, pour pouvoir se présenter à l'investiture républicaine pour le poste de gouverneur du Michigan. Lors de la primaire républicaine, il arrive en deuxième position derrière Rick Snyder, qui est finalement élu.

### Candidature au Sénat
Hoekstra est candidat à l'élection sénatoriale de 2012 dans le Michigan. Il remporte la primaire républicaine avec environ 54 % des suffrages devant l'homme d'affaires Clark Durant (33 %). Distancé dans les sondages, il est battu par la sénatrice sortante, Debbie Stabenow, membre du Parti démocrate, réélue avec plus de 58 % des voix.

### Ambassadeur aux Pays-Bas

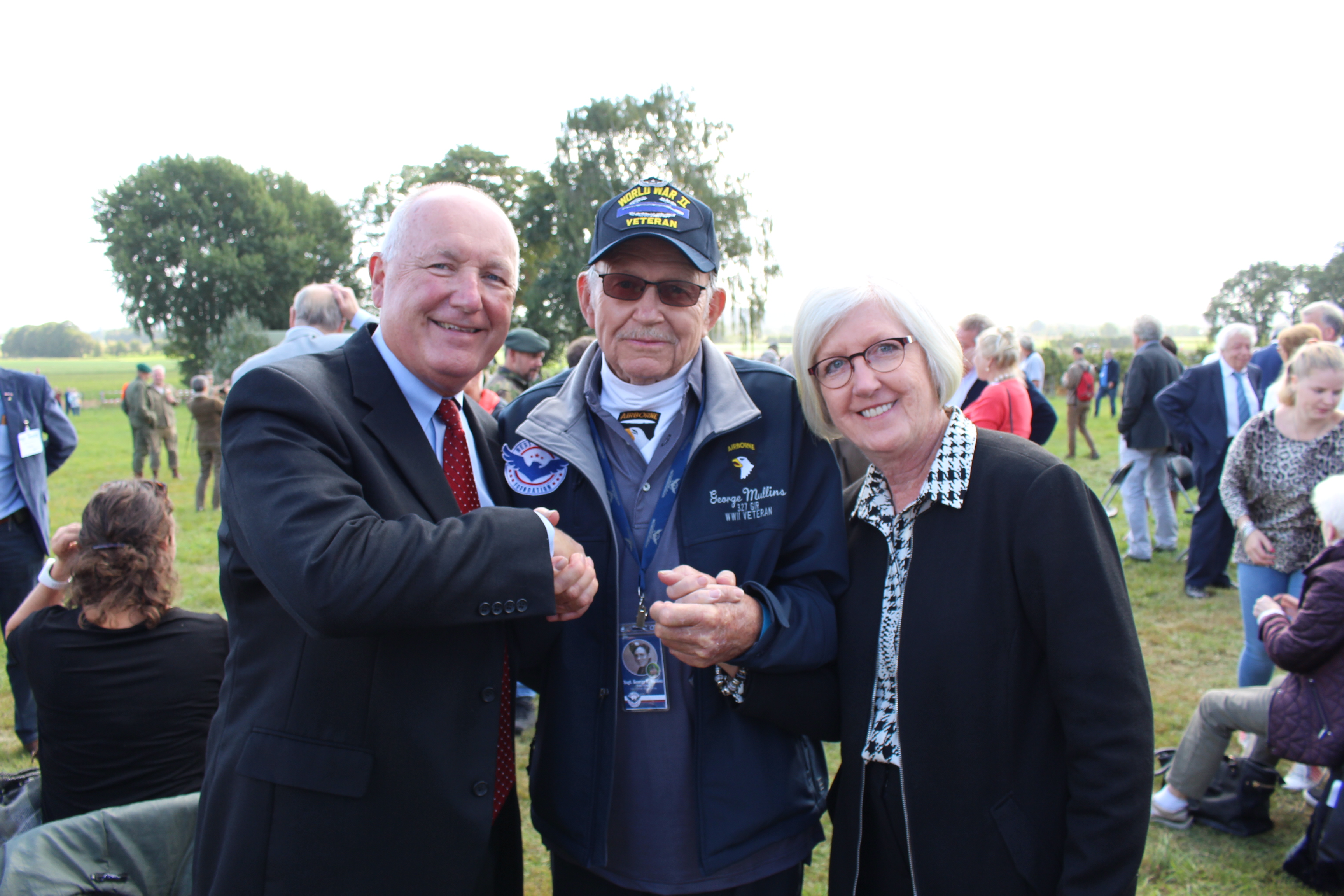
Hoekstra et sa femme à Groesbeek (Gueldre) lors des célébrations du 75e anniversaire de la Libération des Pays-Bas.

Le 24 juillet 2017, Hoekstra est proposé par Donald Trump comme ambassadeur des États-Unis aux Pays-Bas. En raison de prises de positions antérieures de Hoekstra qui prétend notamment qu'il existe aux Pays-Bas des zones de non-droit abandonnées au contrôle des islamistes, cette nomination inquiète et étonne les commentateurs politiques néerlandais. Ses prises de positions contre l'avortement et les droits des homosexuels interpellent également ces derniers. En dépit de cela, le Sénat des États-Unis confirme la nomination le 9 novembre 2017.
Après avoir été mis sur la défensive par la presse néerlandaise lors de sa première conférence de presse aux Pays-Bas au cours de laquelle il refuse de répondre aux questions insistantes des journalistes sur ce qu'il affirme par le passé au sujet des zones de non-droit, il finit par faire marche arrière sous la pression du département d'État et reconnaître que ses affirmations ne reposent sur aucun élément concret.
En tant qu'ambassadeur, il supervise le déménagement de l'ambassade du centre-ville de La Haye vers un nouveau bâtiment dans la commune voisine de Wassenaar. Les anciens locaux, situés sur le Lange Voorhout, doivent en effet être rénovés et transformés en hôtel pour partie, une autre partie étant reprise par le musée Escher pour son agrandissement, selon un plan présenté par la municipalité en 2016.

### Ambassadeur au Canada
Le 20 novembre 2024, le président-élu Donald Trump annonce qu'il compte nommer Hoekstra comme ambassadeur au Canada,. Il est confirmé à cette fonction par un vote du Sénat le 9 avril 2025.